# Malloderma pascoei
Malloderma pascoei är en skalbaggsart som beskrevs av Lacordaire 1872. Malloderma pascoei ingår i släktet Malloderma och familjen långhorningar. Inga underarter finns listade i Catalogue of Life.